# Metamorfosis (magia)
Metamorfosis es un truco de magia de escenario inventado por John Nevil Maskelyne. Probablemente este es él número de ilusionismo más popular de los tiempos actuales. Se muestra un gran baúl de madera vacío. El ayudante del ilusionista se mete dentro del baúl que se cierra y se da la llave a un espectador.
El ejecutante, generalmente un hombre, se sube entonces encima del baúl y corre una gran cortina alrededor del baúl y de él mismo, hasta que solo se le ve la cabeza. Contando hasta tres el ejecutante levanta la cortina un instante sobre la cabeza, quedando oculto del público. Se baja de nuevo la cortina y se puede ver al ayudante que había quedado encerrado en el baúl, el hombre se ha esfumado.
El ayudante vuelve a quitar la cortina de sobre el baúl y de sí mismo e invita al espectador que tiene las llaves a que abra el baúl. Cuando así lo hace, y levanta la tapa del baúl, el hombre ejecutante salta fuera. En efecto ha tenido lugar una sustitución el ilusionista y su ayudante han intercambiado sus respectivas posiciones.
Este efecto ha sido realizado por diferentes magos tales como Hans klok, richiardi jr, Dominus Lafayette, David cooperfield, entre otros, también este efecto fue el que llevó primeramente a Harry Houdini a ser reconocido como mago escapista.

## Funcionamiento

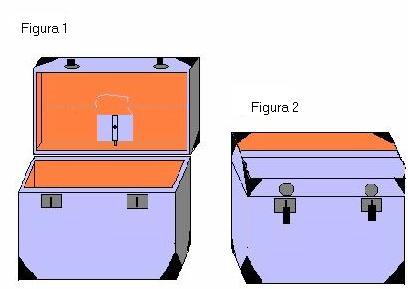

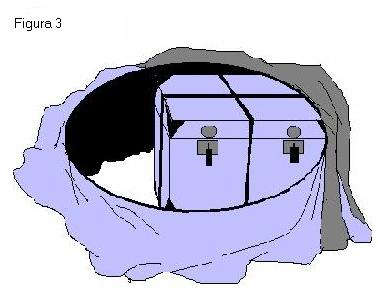

El baúl está preparado de tal modo que pueda presentarse a una inspección rápida. La tapa del baúl está dividida en dos por un listón central de madera. Dicho listón de madera oculta el hecho de que la parte posterior de la tapa del baúl esta articulada con el centro. Mirando el baúl desde afuera, la mitad posterior de la tapa del mismo se dobla hacia adentro como una escotilla (figura 1).
Cuando se alza esa escotilla así con un pestillo llano insertado en la madera. Como el interior del baúl está recubierto con un grueso fieltro negro, o una especie de tela de gamuza, el pestillo queda oculto a la vista cuando se levanta la tapa. Para accionar el pestillo se deja caer un trozo que hay suelto del fieltro que recubre el interior de la tapa. Cuando se oculta el pestillo, este trozo se mantiene en su sitio por medio de una pedazo de adhesivo (Figura 2).
Si se coloca un ayudante dentro del baúl, puede salirse del mismo accionando el pestillo, bajando la parte posterior de la tapa y saltando fuera del baúl. Si entonces el ejecutante se introduce en el baúl por es misma escotilla, puede luego cerrarla y asegurarla con el pestillo. Esta es básicamente la manera de emplear el baúl, los que han visto esta representación, recordaran bien desde que se cierra el baúl el cambio de persona no tarda más de un segundo en realizarse.
Veamos, pues, los detalles que se requieren. Tenemos el baúl, que posee dos cierres y dos llaves. Hay una gran cortina sujeta a un marco, y lo suficientemente grande para envolver el baúl y larga para oculta al ilusionista desde el cuello hasta el suelo, cuando está de pie sobre el baúl. 
El ayudante se coloca dentro del baúl, éste se cierra y se entregan las llaves a un espectador para que las guarde. El ejecutante coloca la cortina sobre el baúl como muestra la (Figura 3).
Se sube sobre el baúl y levanta la cortina hasta la altura del pecho. En ese instante abre la escotilla el ayudante y sale fuera del baúl, quedándose en pie junto al ilusionista, pero un poco agachado.
Remárquese que el ilusionista mantiene la cortina de tal manera que sus manos quedan dentro de la cortina y fuera de la vista del público. El ayudante coge la cortina colocando sus manos sobre las del ilusionista. Cuando este levanta la cortina sobre su cabeza, retira al mismo tiempo las manos de la cortina. Cuando el ayudante baja la cortina, él público solo ve la cabeza y los hombros en ese instante hace una pausa para recibir los aplausos.
Durante esa pausa, el ejecutante salta dentro del baúl y cierra el pestillo desde dentro. Para que la mujer ilusionista disponga de unos segundos más de tiempo, el ayudante baja la cortina hasta sus pies, muy lentamente. Ya solo queda volver a abrir el baúl para que aparezca el ejecutante dentro de él.